# Lofrano
La famiglia Lofrano è stata una famiglia di artigiani napolitani di origini italo-ebraica che ha operato tra il XVIII e XIX secolo come gioiellieri per la nobiltà europea.

## Storia
Il primo membro documentato della famiglia è l'orefice Nicola Lofrano, vissuto dal 1708 al 1718. Altri membri prominenti della famiglia includono:
- Marco Lofrano: noto come doratore[1]
- Gennaro Lofrano: documentato come un importante gioielliere al servizio dell'aristocrazia[1]
- Michele Lofrano: il più illustre membro della famiglia[2] Durante il suo periodo, raggiunse uno status quasi aristocratico servendo come console delle arti sotto il regno di Carlo III di Spagna e Ferdinando I delle Due Sicilie. Fu anche deputato del Tribunale della Fortificazione, Mattonata e Acqua di Napoli.

## Origine
Le radici della famiglia Lofrano possono essere rintracciate fino alle persecuzioni dei ebrei nei regni di Napoli e delle Due Sicilie tra il XV e XIX secolo. Si crede che la famiglia Lofrano sia un ramo italiano della più ampia famiglia ebraica Kalonymos, parte della quale emigrò nell'Impero germanico.
Con l'avvento della moderna migrazione, i discendenti della famiglia si sono trasferiti in vari paesi, tra cui Stati Uniti, Argentina e Brasile.